# Апарат Верховної Ради України
Апарат Верховної Ради України — внутрішній допоміжний орган Верховної Ради України, який складається з посадових, службових осіб та технічного персоналу і здійснює функції організаційного, правового, інформаційного, соціально-побутового, аналітичного, матеріально-технічного та іншого забезпечення діяльності парламенту, його структурних підрозділів і народних депутатів. Співробітники парламентського апарату самі ніяких державно-владних рішень від імені парламенту чи його структурних підрозділів не приймають, а лише забезпечують розробку проєктів таких рішень, їх підготовку і виконання.

## Діяльність апарату
Парламентський апарат, вирішуючи допоміжні завдання, надає можливість народним депутатам зосередитись на кваліфікованому здійсненні перш за все законодавчої, а також контрольної діяльності. Через об'єктивну неможливість особи бути компетентною у всіх сферах знань, в той час, як закони, що приймаються депутатами, регулюють відносини практично у всіх сферах суспільного життя країни, парламентарям надається можливість розраховувати на допомогу професійного допоміжного апарату, який складається з кваліфікованих фахівців різного профілю. За даних умов на депутата покладається відповідальність за прийняття остаточних рішень, а допоміжний апарат покликаний створити найсприятливіші (інформаційні, матеріально-технічні, організаційні тощо) умови для того, щоб прийняті рішення були обґрунтованими і оптимальними за змістом.
Апарат Верховної Ради України не має статусу самостійного органу державної влади, а є лише необхідною допоміжною структурою, яка забезпечує функціонування парламенту як єдиного органу законодавчої влади. Саме таке призначення парламентського апарату закріплене Регламентом Верховної Ради України. За визначенням українського державознавця Олексія Ющика, допоміжна роль апарату Верховної Ради України при відсутності у нього статусу самостійного державного органу означає, що «він не може функціонувати відокремлено від Верховної Ради України, в автономному режимі, а утворює разом з останньою специфічну цілісність, а саме парламент як державну установу».

## Правова основа діяльності апарату
Правову основу діяльності апарату Верховної Ради України складають нормативні акти, прийняті парламентом, Головою Верховної Ради України, а також Керівником апарату. Переважна більшість з них є підзаконними, що цілком відповідає політико-правовій практиці багатьох зарубіжних держав. Зокрема, всі підрозділи апарату Верховної Ради України функціонують у статусі юридичних осіб на основі положень про них, які затверджуються Головою Верховної Ради України за поданням Керівника апарату. Крім зазначених положень, правову основу діяльності апарату Верховної Ради України складають:
- Регламент Верховної Ради України
- Постанова Верховної Ради України «Про структуру апарату Верховної Ради України» від 20 квітня 2000 № 1678-III
- Положення про Апарат Верховної Ради України, затверджене розпорядженням Голови Верховної Ради України від 25.08.2011 № 769
- Постанова Кабінету Міністрів України від 13 грудня 1999 № 2288 «Про впорядкування умов оплати праці працівників апарату органів виконавчої влади, місцевого самоврядування та їх виконавчих органів, органів прокуратури, судів та інших органів»
- Постанова Верховної Ради України «Про газету Верховної Ради України „Голос України“» від 2 червня 1999 № 708-XIV [Архівовано 5 березня 2016 у Wayback Machine.]
- Постанова Верховної Ради України від 6 березня 1996 р. № 82/95-ВР «Про Статут редакції журналу Верховної Ради України „Віче“» (втратила чинність)
- Розпорядження Голови Верховної Ради України від 25 травня 2006 року № 448 «Про Положення про порядок роботи з документами у Верховній Раді України» [Архівовано 9 серпня 2018 у Wayback Machine.]

Постановою Верховної Ради України від 20 квітня 2000 р. № 1678-ІІІ гранична чисельність співробітників апарату була встановлена в кількості 900 штатних одиниць, зараз зі змінами 1115 штатних одиниць. Для порівняння: апарат парламенту Великої Британії становить 1609 працівників (1280 у Палаті громад і 329 у Палаті лордів), апарат Бундестагу ФРН — 2500 працівників (адміністрація — 2500, особистий апарат депутатів — 3500), апарат Національних Зборів Франції — 5054 працівники (2694 помічників депутатів і 2360 державних службовців), апарат Конгресу США — 27 000 працівників (з яких особистий персонал у Палаті представників — 7 278, у Сенаті — 4294).

## Структура апарату Верховної Ради України
Згідно з Постановою Верховної Ради України № 1678-ІІІ від 20 квітня 2000 «Про структуру апарату Верховної Ради України» парламентський апарат складається з наступних структурних підрозділів:
- Керівництво апарату
- Секретаріат Голови Верховної Ради України
- Секретаріат Першого заступника Голови Верховної Ради України
- Секретаріат заступника Голови Верховної Ради України
- Секретаріати комітетів, депутатських фракцій, груп
- Головне науково-експертне управління
- Головне юридичне управління
- Головне управління документального забезпечення
- Головне організаційне управління
- Інформаційне управління
- Управління комп'ютеризованих систем
- Управління по зв'язках з місцевими органами влади і органами місцевого самоврядування
- Управління забезпечення міжпарламентських зв'язків
- Управління кадрів
- Відділ зв'язків з органами правосуддя
- Відділ контролю
- Відділ з питань звернень громадян
- Перший відділ
- Сектор мобілізаційної роботи
- Управління справами.

## Завдання та функції Апарату Верховної Ради
У сфері правового та наукового забезпечення на апарат Верховної Ради України покладаються такі завдання:
- підготовка матеріалів, пов'язаних з розробкою законопроєктів і законодавчих пропозицій;
- розробка або участь в розробці, за дорученням керівництва Верховної Ради України, проєктів законодавчих актів, актів комітетів і комісій Верховної Ради України;
- експертиза законопроєктів, що вносяться до Верховної Ради України суб'єктами права законодавчої ініціативи, організація наукової експертизи в наукових установах; експертиза актів законодавства щодо їх відповідності Конституції і законам України;
- участь у доопрацюванні проєктів законодавчих актів після першого, другого і наступних читань;
- візування законопроєктів, що подаються на розгляд Верховної Ради України у другому та наступних читаннях;
- здійснення контролю за підготовкою проєктів законів та інших актів Верховної Ради України щодо їх юридичного і редакційного оформлення;
- подання наукової та правової допомоги комітетам і комісіям Верховної Ради України в підготовці законопроєктів, консультування народних депутатів України з цих питань; організація систематизованого обліку законодавства;
- підготовка відповідних довідкових та науково-аналітичних матеріалів з питань, що розглядаються Верховною Радою України;
- здійснення аналізу практики застосування чинного законодавства з метою його вдосконалення та сприяння реалізації функції парламентського контролю Верховною Радою України та її органами;
- оцінка макроекономічної політики та бюджету, податкового законодавства, визначення наслідків внесення змін і доповнень до чинного законодавства з цих питань;
- розробка на основі аналізу практики застосування законодавства України прогнозів розвитку його відповідних галузей;
- здійснення взаємовідносин з органами правосуддя щодо відповідності актів Верховної Ради України Конституції України та законам України;
- забезпечення представництва Верховної Ради України в Конституційному Суді України та інших судових органах при розгляді справ;
- підготовка наукових висновків з питань європейської інтеграції та міжнародних відносин;
- встановлення та розвиток зв'язків з відповідними службами парламентів зарубіжних країн з питань парламентського права, розвитку і вдосконалення законодавства, законопроєктної роботи, обміну досвідом; підготовка узагальнюючих матеріалів і пропозицій для Верховної Ради України;
- здійснення експертизи пропозицій Президента України щодо прийнятих Верховною Радою законів;
- роз'яснення положень законодавства за зверненнями народних депутатів України, органів виконавчої влади і органів місцевого самоврядування, окремих громадян;
- підготовка за дорученням керівництва Верховної Ради України висновків з окремих правових питань.

На апарат Верховної Ради України також покладаються істотні завдання у сфері організаційного забезпечення роботи парламенту:
- організаційне забезпечення реалізації Верховною Радою України своїх конституційних повноважень;
- реєстрація законопроєктів, внесених на розгляд Верховної Ради України суб'єктами права законодавчої ініціативи, ведення бази даних та контроль за їх проходженням у комітетах і комісіях Верховної Ради України;
- підготовка за пропозиціями суб'єктів права законодавчої ініціативи та комітетів і комісій Верховної Ради України проєктів зведених перспективних і поточних планів законотворчої роботи Верховної Ради України, проєктів порядку денного сесії та розкладів пленарних засідань Верховної Ради України, аналітичних матеріалів про стан їх реалізації;
- забезпечення діяльності комітетів і комісій Верховної Ради України та подання їм організаційно-інформаційної і консультативно-методичної допомоги в процесі розробки та опрацювання внесених на розгляд законопроєктів, оформленні прийнятих законів, постанов, а також забезпечення взаємодії комітетів Верховної Ради України в процесі законотворення;
- організаційно-методичне забезпечення роботи зареєстрованих у Верховній Раді України депутатських фракцій і груп;
- сприяння налагодженню взаємодії з питань законотворчої роботи комітетів Верховної Ради України, депутатських фракцій і груп з Адміністрацією Президента України, Кабінетом Міністрів України, міністерствами, іншими центральними органами виконавчої влади, науковими і громадськими організаціями, органами місцевого самоврядування;
- подання консультативної та організаційної допомоги народним депутатам України, комітетам і комісіям Верховної Ради України у виконанні планів законотворчої та контрольної роботи, доопрацюванні законопроєктів;
- методичне і організаційне забезпечення підготовки та проведення пленарних засідань Верховної Ради України, засідань комітетів і комісій Верховної Ради України;
- забезпечення народних депутатів України законопроєктами та інформаційними матеріалами з питань, що вносяться на розгляд Верховної Ради України;
- облік та узагальнення пропозицій і зауважень, висловлених при обговоренні законопроєктів та інших питань на сесіях Верховної Ради України, а також пропозицій і зауважень, що надходять до проєктів актів, опублікованих для всенародного обговорення;
- забезпечення разом з відповідними комітетами, депутатськими фракціями і групами підготовки «Днів Уряду України» та парламентських слухань у Верховній Раді України;
- організація системи навчання і стажування народних депутатів України, забезпечення взаємодії депутатських фракцій і груп з комітетами у цих питаннях;
- здійснення взаємодії з органами виконавчої влади, органами місцевого самоврядування у підготовці питань, що вносяться на розгляд Верховної Ради України, її комітетів і комісій;
- подання організаційно-методичної допомоги місцевим органам виконавчої влади та органам місцевого самоврядування у здійсненні заходів щодо підготовки та проведення виборів народних депутатів України і виборів депутатів місцевих рад та сільських, селищних, міських голів, референдумів; підготовка та узагальнення інформацій про хід виборчих кампаній, підсумки виборів та місцевих референдумів;
- підготовка матеріалів, пов'язаних з вирішенням питань адміністративно-територіального устрою України, ведення автоматизованої системи «Адміністративно-територіальний устрій України»;
- організація обліку даних про кількість і склад територіальних громад та органів місцевого самоврядування, подання їм методичної допомоги;
- участь в організації контролю за реалізацією законів та інших актів Верховної Ради України та її органів;
- підготовка відповідних аналітичних матеріалів про стан виконання доручень, що містяться в актах Верховної Ради України та її органів;
- організація контролю за додержанням термінів розгляду запитів народних депутатів України та виконання доручень, що містяться в актах Верховної Ради України, а також даних на її засіданнях комітетам і комісіям Верховної Ради України, Кабінету Міністрів України, міністерствам і відомствам України;
- організаційне забезпечення проведення у Верховній Раді України нарад, зустрічей та інших заходів;
- організація прийому громадян, розгляд їх пропозицій, заяв і скарг, що надходять до Верховної Ради України та її органів, вивчення і узагальнення питань, які порушуються громадянами у зверненнях, внесення пропозицій щодо їх вирішення;
- організаційне забезпечення планування та проведення мобілізаційної підготовки у Верховній Раді України на особливий період та на випадок стихійного лиха, аварій та катастроф у мирний час.

Значною є роль апарату Верховної Ради України і в сфері документального забезпечення діяльності парламенту та його органів:
- документальне обслуговування Верховної Ради України, її комітетів і комісій, депутатських фракцій і груп;
- ведення протоколів і стенограм засідань Верховної Ради України, нарад, прес-конференцій та інших заходів;
- забезпечення правильності оформлення та своєчасності проходження документів в апараті; приймання і експедиційна обробка документів, аналіз, опрацювання та доставка службової кореспонденції адресатам; впровадження наукової організації роботи з документами в апараті Верховної Ради України;
- опрацювання, друкування і тиражування матеріалів та документів, пов'язаних з діяльністю Верховної Ради України;
- оформлення і розсилка в установленому порядку актів Верховної Ради України та її органів, забезпечення опублікування цих та інших офіційних матеріалів, інформацій про діяльність Верховної Ради України;
- організація підготовки до видання документів Верховної Ради України;
- підготовка стенографічних матеріалів засідань Верховної Ради України;
- організація ведення діловодства в апараті, облік, зберігання та забезпечення користування документами Верховної Ради України, її органів; комплектування архіву, підготовка документів та архівних справ для передачі їх в установленому порядку на постійне зберігання.

В умовах подальшої інформатизації державно-владної діяльності значно зростає кількість завдань, що покладаються на апарат Верховної Ради України у сфері інформаційного та комп'ютерно-технологічного забезпечення:
- забезпечення Верховної Ради України, її комітетів і комісій та народних депутатів України відповідною внутрішньою і міжнародною інформацією з правових, політичних, економічних, соціальних, інших проблем на основі сучасних методів і засобів обробки даних комп'ютерних мереж і телекомунікацій;
- формування та підтримання в належному стані інтегрованого банку даних, що забезпечує законотворчу та правозастосовчу діяльність, розробку проєктів рішень з проблемних питань, пов'язаних із законодавчою діяльністю Верховної Ради України;
- організація, створення і забезпечення функціонування комп'ютеризованої інформаційної системи колективного користування, що охоплює законотворчий процес;
- інформаційно-технологічне забезпечення ведення пленарних засідань Верховної Ради України;
- методичне і технологічне супроводження комп'ютеризованої обробки проєктів законів на всіх стадіях їх проходження у Верховній Раді України; ведення бази даних «Законотворення»;
- формування баз даних законів та постанов Верховної Ради України, забезпечення доступу до баз даних законодавчих актів зарубіжних країн;
- організація і проведення науково-дослідницьких та конструкторських робіт зі створення проблемно-орієнтованих комплексів і робочих місць у Верховній Раді України, удосконалення системи правової інформації, участь у реалізації завдань правової інформатизації України;
- організація і здійснення інформаційно-бібліотечного забезпечення діяльності Верховної Ради України.

У сфері фінансового, господарського, матеріально-технічного та соціально-побутового забезпечення на апарат Верховної Ради України покладаються такі завдання:
- здійснення фінансування діяльності Верховної Ради України та структурних підрозділів її апарату відповідно до видатків, передбачених кошторисом витрат на здійснення повноважень Верховної Ради України;
- здійснення в межах наявних коштів матеріально-технічного забезпечення діяльності Верховної Ради України;
- здійснення оперативного управління державним майном, що забезпечує діяльність Верховної Ради України;
- забезпечення в установленому порядку соціально-побутових та житлових умов народних депутатів України, працівників апарату Верховної Ради України;
- забезпечення діяльності Верховної Ради України необхідними засобами зв'язку та іншими засобами оргтехніки;
- здійснення господарського обслуговування Верховної Ради України.

Розв'язання цих та інших завдань здійснює Управління справами апарату, яке є юридичною особою, має свою печатку, самостійний баланс, поточні бюджетні та інші рахунки в банківських установах. У віданні Управління справами Верховної Ради України знаходяться автобаза, диспетчерські пункти, три готелі, комендатура, бюро перепусток, пожежна частина, квиткові каси, медпункт, поштове відділення Київ-19, зали офіційних делегацій в аеропортах і на залізничному вокзалі.
До інших функцій апарату Верховної Ради України належать:
- встановлення зв'язків із засобами масової інформації, організація висвітлення діяльності Верховної Ради України та її органів;
- підготовка і поширення матеріалів про діяльність Верховної Ради України; акредитація кореспондентів українських і зарубіжних засобів масової інформації, організація і проведення прес-конференцій, зустрічей та інших заходів;
- розробка пропозицій щодо розвитку зв'язків з парламентами зарубіжних країн і міжпарламентськими організаціями;
- розробка планів міжпарламентського обміну і проведення організаційних заходів щодо їх реалізації, забезпечення членів делегацій Верховної Ради України, груп народних депутатів України, які виїжджають за кордон, відповідними матеріалами і документами;
- забезпечення ділових зв'язків з дипломатичними місіями в Україні та представництвами України за кордоном, організація перекладу в ході зустрічей, переговорів з іноземними партнерами, а також переклад документів, повідомлень і листів, що надходять до Верховної Ради України іноземною мовою;
- організація прийомів у Верховній Раді України парламентських делегацій, політичних діячів та дипломатичних представників іноземних держав, представників міжнародних організацій;
- підготовка матеріалів і пропозицій з питань зовнішньополітичної діяльності Верховної Ради України;
- організація та здійснення роботи з кадрового обслуговування народних депутатів України, їхніх помічників-консультантів, працівників апарату, забезпечення виконання положень Закону України «Про державну службу»; підготовка інформаційно-аналітичних матеріалів з кадрових питань;
- облік військовозобов'язаних і призовників, бронювання військовозобов'язаних, виконання передбачених чинним законодавством заходів з військово-мобілізаційної підготовки і цивільної оборони;
- організація роботи з охорони державної таємниці.

## Керівництво апарату
Керівник апарату Верховної Ради України призначається на посаду і звільняється з посади Верховною Радою України за поданням Голови Верховної Ради України. Керівник апарату має перших заступників та заступників, які за його поданням призначаються на посаду і звільняються з посади Головою Верховної Ради України. Заступники Керівника апарату відповідно до визначених Керівником апарату обов'язків здійснюють керівництво дорученими ділянками роботи.
Керівники структурних підрозділів апарату, їх заступники, інші працівники апарату призначаються на посаду і звільняються з посади відповідно до Порядку добору, прийняття на роботу, переведення на іншу посаду та звільнення з роботи працівників апарату Верховної Ради України.
Керівник апарату Верховної Ради України:
- здійснює керівництво і координацію роботи структурних підрозділів апарату, відповідає за виконання покладених на апарат завдань;
- організує підготовку і проведення сесій Верховної Ради України, нарад у Голови Верховної Ради України; забезпечує плановість і ефективність у роботі структурних підрозділів апарату; контролює реалізацію планів роботи і виконання визначених завдань;
- доповідає керівництву Верховної Ради України питання роботи апарату;
- візує підготовлені на підпис закони, постанови та інші акти Верховної Ради України; забезпечує офіційне опублікування відповідних актів, прийнятих Верховною Радою України;
- здійснює загальну політику щодо добору і розстановки кадрів в апараті, формування кадрового резерву:
- забезпечує роботу з організації навчання та підвищення кваліфікації працівників апарату;
- затверджує професійно-кваліфікаційні характеристики та посадові інструкції працівників структурних підрозділів апарату, а також інші нормативно-правові акти, що регламентують діяльність апарату;
- розподіляє обов'язки між своїми заступниками;
- видає розпорядження;
- представляє апарат у відносинах з державними органами, установами і організаціями, об'єднаннями громадян, зарубіжними установами і організаціями.

Керівники структурних підрозділів апарату:
- здійснюють керівництво діяльністю відповідних підрозділів і несуть відповідальність за виконання завдань, покладених на підрозділи; розподіляють обов'язки між працівниками, забезпечують організованість у роботі і додержання трудової та виробничої дисципліни; організують ведення діловодства;
- забезпечують виконання доручень керівництва Верховної Ради України та її апарату;
- доповідають керівництву Верховної Ради України, Керівнику апарату питання, підготовлені у відповідному підрозділі;
- беруть участь у нарадах у Голови Верховної Ради України, засіданнях комітетів і комісій Верховної Ради України;
- відповідають за добір, розстановку, підвищення кваліфікації та навчання працівників; забезпечують розробку професійно-кваліфікаційних характеристик та посадових інструкцій працівників, створення кадрового резерву;
- представляють відповідні підрозділи у Верховній Раді України, органах виконавчої влади та органах місцевого самоврядування.

Інші працівники апарату Верховної Ради України:
- забезпечують своєчасне і якісне виконання завдань відповідно до функціональних обов'язків, несуть за це відповідальність у порядку, передбаченому законом;
- виконують окремі завдання і доручення керівництва Верховної Ради України, апарату, підрозділу, а також безпосереднього керівника;
- у разі необхідності можуть бути присутні на засіданнях комітетів і комісій Верховної Ради України при розгляді питань, у підготовці яких вони брали участь;
- відповідно до законодавства України користуються правом знайомитися з матеріалами в органах виконавчої влади та органах місцевого самоврядування, а також одержувати від цих органів необхідні документи і матеріали для підготовки відповідних питань;
- мають право вносити керівництву апарату, відповідного підрозділу пропозиції з питань, що стосуються їх роботи.

## Видання апарату

### Голос України
Друкованим органом парламенту є газета «Голос України». Згідно з Постановою Верховної Ради України від 2 червня 1999 р. № 708-XIV „Про газету Верховної Ради України «Голос України»“ від імені парламенту повноваження на видання газети «Голос України» (функції видавця) делеговані редакції газети «Голос України», яка діє згідно з чинним законодавством України. Водночас цією постановою встановлено, що Управління справами Верховної Ради України представляє інтереси засновника газети «Голос України» в частині фінансового та матеріально-технічного забезпечення її видання.

### Журнал «Віче»
Теоретичним, громадсько-політичним виданням у структурі апарату Верховної Ради України є журнал «Віче». В основу його діяльності покладено участь у державотворчому процесі шляхом збирання, творення, редагування з метою надання (поширення) документально-методичної, науково-прогностичної та іншої інформації державним органам, установам, об'єднанням громадян, а також широким верствам населення України та за її межами. Згідно з Постановою Верховної Ради України від 6 березня 1996 р. № 82/95-ВР „Про Статут редакції журналу Верховної Ради України «Віче»“ (із змінами, внесеними згідно з Постановою Верховної Ради України № 491-XIV від 17.03.1999 р.) засновником журналу «Віче» є Верховна Рада України. Підготовку та випуск журналу Верховної Ради України «Віче» за дорученням засновника здійснює його редакція. Вона є юридичною особою, реєстрація якої здійснюється в установленому чинним законодавством України порядку, має самостійний баланс, рахунки в установах банків, печатку, штамп, інші реквізити, необхідні для здійснення поставлених перед нею завдань.

## Інститут законодавства Верховної Ради України
До набуття чинності постановою Верховної Ради України «Про структуру апарату Верховної Ради України» від 20 квітня 2000 р. структурними підрозділами парламентського апарату визнавались Інститут законодавства Верховної Ради України та Видавництво Верховної Ради України. Однак тепер Інститут законодавства Верховної Ради України функціонує як самостійний підрозділ при Верховній Раді України, а Видавництво Верховної Ради України — як самостійний госпрозрахунковий підрозділ, що забезпечує діяльність парламенту.
Інститут законодавства Верховної Ради України був створений відповідно до Постанови Верховної Ради України від 22 жовтня 1992 р. «Про вдосконалення роботи Верховної Ради України» Постановою Президії Верховної Ради України від 7 жовтня 1994 р. Основними завданнями Інституту є участь у фундаментальних дослідженнях та здійснення прикладних досліджень у сфері державного будівництва, а також законопроєктних робіт, координація участі наукових установ та інших організацій у законотворчій діяльності Верховної Ради України. Крім того на нього покладені завдання розробки проєктів концепції розвитку законодавства України та програм законопроєктної діяльності Верховної Ради України. Не менш актуальними проблемами, розв'язання яких теж покладено на нього, є здійснення порівняльних досліджень законодавства інших країн, а також пошук шляхів зближення національного законодавства із зарубіжним та міжнародним правом. За Положенням, Інститут має брати на себе і розробку найважливіших законопроєктів та здійснення їх науково-правової експертизи, а також надання науково-методичної допомоги у здійсненні законодавчої та законопроєктної діяльності парламентським комітетам.
Склад і структура Інституту законодавства постійно розвивається. Так, у 1995 р. в Інституті працювало 35 чоловік, включно з усіма технічними кадрами, з них 15 чоловік — вчених-юристів. Через два роки колектив Інституту нараховував вже понад 50 чоловік, серед яких 6 докторів і 14 кандидатів юридичних наук (а за штатним розписом мало бути взагалі 70 чоловік). Сьогодні в Інституті функціонує 7 наукових відділів, а саме: теорії і методології законотворчої діяльності та систематизації законодавства; державного будівництва; адміністративного та фінансового законодавства; цивільного та господарського законодавства; трудового і соціального законодавства; кримінального та виправно-трудового законодавства; міжнародного та порівняльного законодавства. Крім того, в структурі Інституту є також функціональні підрозділи, які забезпечують його наукову діяльність.

## Виноски
1. ↑  https://zakon.rada.gov.ua/laws/file/text/110/f530966n246.xlsx
2. ↑  Ярмиш О. Н., Серьогін В. О. Державне будівництво та місцеве самоврядування в Україні: Підручник. — Харків: Видавництво Національного університету внутрішніх справ, 2002 — 534 с.